# Colluricincla
Colluricincla és un gènere d'ocells de la família dels paquicefàlids (Pachycephalidae).

## Taxonomia
Segons la Classificació del Congrés Ornitològic Internacional (versió 14.2, 2024) aquest gènere està format per 11 espècies:
- Colluricincla tenebrosa - xiuladora fumada.
- Colluricincla megarhyncha - xiuladora menuda.
- Colluricincla affinis - xiuladora de Waigeo.
- Colluricincla discolor - xiuladora de Tagula.
- Colluricincla boweri - xiuladora de Bower.
- Colluricincla tappenbecki - xiuladora del Sepik.
- Colluricincla fortis - xiuladora variable.
- Colluricincla obscura - xiuladora del Mamberamo.
- Colluricincla rufogaster - xiuladora rogenca.
- Colluricincla harmonica - xiuladora grisa.
- Colluricincla woodwardi - xiuladora roquera.